# Nokia 770 Internet Tablet
Nokia 770 Internet tablet este un aparat de navigare pe Internet fără fir de la Nokia, anunțată inițial la Summit-ul LinuxWorld din New York la 25 mai 2005. 770 rulează sistemul de operare Maemo care este o versiune modificată Debian. Succesorul lui 770 este Nokia N800.
Nokia a introdus o actualizare în 2006 care rezolvă mici bug-uri care adaugă suport pentru VoIP și mesagerie instant.

## Design
Ecranul are 800 pixeli lățime și 480 de înălțime, într-o zonă fizic 90 mm lățime și 55 mm înălțime. Ecranul este touch-sensitive cu un stylus este într-un slot de pe partea din spate a carcasei. 
Pe partea stângă a ecranului sunt butoane și un pad de navigare.
Pe marginea din stânga sus lângă butonul de pornire sunt două butoane cu adevărat utile. Unul vă permite să vedeți fereastra curentă pe tot ecranul (mare pentru utilizarea Web și vizualizarea foto și video), iar celălalt este un rocker zoom.
Pe marginea de jos a carcasei este o mufă audio de 3.5 mm pentru căști, port USB și mufa de încărcare. La dreptul lor este un slot pentru card RS-MMC care este protejat de un capac care este atașat la hardware.
Nokia oferă două sisteme de protecție pentru 770. Există un dispozitiv cu capac solid care poate fi folosit pentru a proteja întrega fața frontală a dispozitivului și un sac de cordon. Oferă de asemenea un cablu USB pentru a conecta dispozitivul la un PC și un manual tipărit.

## Performanță
Nokia 770 are un procesor Texas Instruments OMAP 1710 ARM tactat la 250 MHz cu 64 MB de memorie flash internă disponibilă și un slot pentru RS-MMC cu o cartelă inclusă de 64 MB. Cititorul de card suportă tensiunea 1.8 și 3v dublu pentru carduri RS-MMC.

## Multimedia
Vine cu o versiune personalizată a browser-ului Opera care suportă ferestrele multiple și unele plugin-uri sunt incluse ca Flash 6. Opera gestionează JavaScript, DHTML, SSL, cookie-uri, semne de carte, caching, zoom și are moduri regulate, optimizat și complet pentru vizualizarea pe ecran. Clientul de e-mail pe 770 suportă mai multe conturi, denumite "cutii poștale". Aplicația suportă atât POP3 și IMAP, împreună cu SSL, semnături, HTML și e-mailuri text simplu, autentificarea prin SMTP, porturi specificate de utilizator de intrare și de ieșire de e-mail, criptarea e-mail și multe altele.
Are Wi-Fi 802.11 b/g și Bluetooth 1.2 . Wireless-ul suportă protocoalele WEP și WPA. Radioul și Internetul redă stații de streaming și se poate crea o listă cu posturile preferate. Alte aplicații incluse sunt un viewer PDF, vizualizator de imagini, video player, player audio, manager de fișiere, note, schițe (desena folosind culori), calculator, ceas, șah, Mahjong și Marbles.
Playerul video suportă stocate local și mass-media de streaming în MPEG1, MPEG4, Real Video, H.263, AVI și 3GP formate. Vizualizatorul de imagini afișează JPEG, GIF, BMP, TIFF, PNG, GIF animat, SVG-mic și fișiere ICO.
Playerul audio suportă MP3, MPEG4, AAC, WAV, AMR și MP2.

## Caracteristici
- Dimensiuni: 141 × 79 × 19 mm
- Procesor: Texas Instruments OMAP 1710 procesor tactat la 252 MHz
- Memorie: 64 MB RAM,  128 MB flash internă, din care aproximativ 64 MB este pus la dispoziția utilizatorului. Opțiunea pentru memoria virtuală extinsă [RS-MMC de până la 1 GiB (2 GiB după actualizare flash)].
- Ecranul: de 4.1 inch, rezoluția de 800 × 480 pixeli densitatea de 225 ppi și cu până la 65.536 de culori
- Conectivitate: Wi-Fi 802.11 b/g, Bluetooth 1.2, acces dial-up, USB
- Carduri: RS-MMC (ambele RS-MMC și DV-RS-MMC sunt acceptate)
- Greutate: 230 g cu capac de protecție și fără 185 g.